# Burg Hengebach

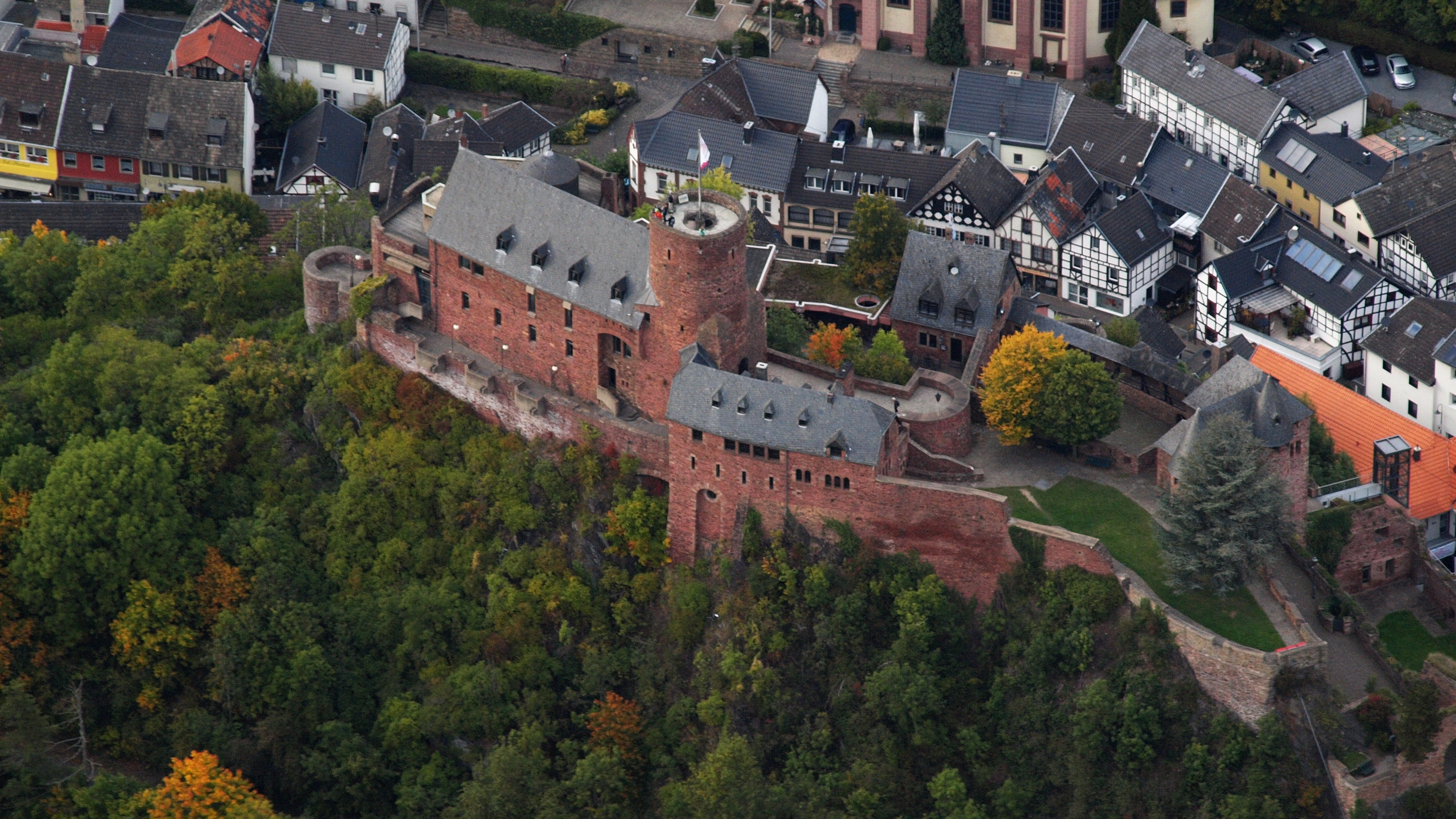
Burg Hengebach, Luftaufnahme (2015)

Die Burg Hengebach steht in Heimbach (Eifel), einer Stadt in der Nordeifel, oberhalb der Rur im Kreis Düren, Nordrhein-Westfalen.
Die Höhenburg ist eine auf einem frei aus dem Rurtal aufsteigenden 216 m ü. NN hohen Bergrücken errichtete ovale Ringburganlage des 12. bis 14. Jahrhunderts. Den Kern der Anlage bildet der westliche Hof des 12. bis 13. Jahrhunderts mit der Bergfried/Palas-Kombination. Der Erweiterung des 14. Jahrhunderts gehört der östliche Teil des Burgkomplexes an. Dazu gehören der Vorhof der Burg, die Gartenanlage und der Zwinger. Auch die an der Südseite über dem Rurtal errichteten Wohngebäude, die auch zu Verteidigungszwecken eingerichtet sind, stammen aus dieser Bauphase.
Jüngeren Datums sind der (nördliche) Burghof und die Gebäude direkt an der Hengebachstraße, sie sollen spätestens im 18. Jahrhundert gebaut worden sein. Sie wurden einige Jahrzehnte unabhängig von der Burganlage als Hotel, Restaurant und Wohngebäude genutzt und wurden 2009 über Treppen- und Aufzugsanlagen mit der Burganlage verbunden.
Heutige Nutzer sind die Internationale Kunstakademie Heimbach, ein Restaurant (Burgschänke Hengebach) sowie die Stadt Heimbach (u. a. Bergfried und Trauzimmer). Auch Beherbergung wird angeboten.

## Geschichte

### Mittelalter
Godizo von Aspel-Heimbach war der erste nachweisbare Besitzer der Burg. 1011 vererbte er sie dem Grafen Gerhard III. von Metz (Mosalensis). Er war der Vogt von Godizos Töchtern Irmingardis und Ermintrudis. Durch Heirat der Witwe Godizos kam jedoch Gerhard von Monterberg in den Besitz der Burg. Daraufhin belagerten der Lothringer Gerhard und sein Verbündeter Balderich von Drenthe die Burg, um sie Gerhard von Monterberg wieder zu entreißen. Dieser wurde in einem Hinterhalt getötet, und die Burgmannen ergaben sich. Die Burg war von 1016 bis 1021 Sitz des im Jahre 1016 aus seinen eigenen Besitztümern vertriebenen Grafen Balderich, der von dort aus Raubzüge unternahm und dort im Jahre 1021 starb.
Ermintrudis, die Tochter von Godizo, bekam die Burg Hengebach. Sie war in zweiter Ehe verheiratet mit Bruno Graf im Zülpichgau und Hüter des Königsgut zu Flatten. Nach Bruno (Sohn von Richwin I von Ripuarien, Graf im Eifel 992–1033, Wildban Kempenich 992, Herr zu Heerlen) ging Hengebach an seinen Bruder Richwin II., von diesem an seinen Sohn Godfried, der sie ca. 1075 und 1094 wiederum seinem Sohn Ethelger (Adelger) von Zülpich übergab, ein Urenkel (Urgroßneffe?) Godizos, in Urkunden als Herr von Hengebach bezeichnet. Danach wird zu Beginn des 12. Jahrhunderts Hermann I. von Hengebach erwähnt, ein Sohn Adelgers. Er war der erste Besitzer der Burg, der zur Familie von Hengebach gehörte, und war vermutlich Stammvater der Linie Hoen von Heimbach auf Burg Loevenich. Die Linie endete mit dem Tod von Everhard III. um 1237. Die Jülicher und Heimbacher Territorien wurden unter der Herrschaft des Grafen Wilhelm IV. von Jülich vereinigt.
Bis zur Besetzung des Linken Rheinufers durch französische Revolutionstruppen und der damit verbundenen praktischen Auflösung des Herzogtums Jülich gegen Ende des 18. Jahrhunderts war Burg Hengebach ununterbrochen im Besitz der Grafen und späteren Herzöge von Jülich, um nach dem Tod des letzten Herzogs Johann Wilhelm 1609 an dessen Erben, die Pfalzgrafen von Pfalz-Neuburg zu fallen.
Die Burg verfiel. Ein Brand im Jahre 1687 machte Burg Heimbach völlig zur Ruine.

### Neuzeit
Durch die Angliederung des Linken Rheinufers an Frankreich wurde die Burg Eigentum des französischen Staates, der sie 1804 an die Familie Fraikin aus Heimbach verkaufte. Diese benutzte die Ruine als Steinbruch. Wegen Einsturzgefahr gaben sie die Burg 1904 auf. Es wurde beschlossen, die Anlage völlig dem Erdboden gleichzumachen.
In diesem kritischen Zeitpunkt gründeten Dürener Bürger den „Verein zur Erhaltung der Burgruine Heimbach“ mit Sitz in Düren. Der Verein erwarb die Burg und leitete umfangreiche Sicherungsmaßnahmen ein. 1935 kaufte der Kreis Schleiden, zu dem die Stadt Heimbach damals gehörte, die Burg. Geplant war, die Anlage völlig zu restaurieren und zum Standort eines Heimatmuseums zu machen. Als die wesentlichen Planungsarbeiten bereits abgeschlossen waren, machte der Zweite Weltkrieg wieder alles zunichte.
Da dem Kreis Schleiden nach dem Krieg die Mittel für den Wiederaufbau der Ruine fehlten, wurde die Burg 1952 langfristig an eine Düsseldorfer Brauerei verpachtet, jedoch mit der Auflage, die Anlage wiederherzustellen. Die Brauerei restaurierte die Burg bis 1954 teilweise und betrieb dort ein Restaurant und ein Hotel. 1969 löste der Kreis Schleiden das Pachtverhältnis und begann 1970 mit dem vollständigen Wiederaufbau der Burg.
Nach der kommunalen Neugliederung 1972 setzte der Kreis Düren als neuer Besitzer die Arbeiten fort. Heute ist die Stadt Heimbach Eigentümerin der Burg, die nach der Restaurierung und der umstrittenen Verbindung der alten Bausubstanz mit modernen Elementen wieder als Restaurant und Hotel diente. Nach Umbau eröffnete am 23. August 2009 auf der Burg die Internationale Kunstakademie Heimbach ihre Pforten. Der nördliche Burghof und die angrenzenden Häuser an der Hengebachstraße wurden erst im Rahmen der Sanierung und den Baumaßnahmen für die Kunstakademie wieder mit der mittelalterlichen Burganlage zusammengeführt.